# 耶律特麼
耶律 特麼（やりつ とくま、生没年不詳）は、遼（契丹）の軍人・政治家。

## 経歴
季父房の末裔。重熙年間、北剋となり、奚六部禿里太尉に累進した。
太安4年（1088年）、倒塌嶺節度使となった。ほどなく禁軍都監となった。この年の冬、磨古斯（マルクズ）を討ち、2000人あまりを斬首した。太安10年（1094年）、再び磨古斯を討った。凱旋すると、南院宣徽使に任じられた。寿昌元年（1095年）、北院大王となった。寿昌4年（1098年）、知黄龍府事となり、死去した。

## 伝記資料
- 『遼史』巻95 列伝第25

| スタブアイコン | サブスタブ | この項目は、まだ閲覧者の調べものの参照としては役立たない、人物に関連した書きかけの項目です。この項目を加筆・訂正などしてくださる協力者を求めています（P:人物伝/PJ:人物伝）。 |